# 슈퍼주니어의 선견지명
《슈퍼주니어의 선견지명》은 대한민국의 케이블 채널 MBC 에브리원에서 2010년 12월 8일부터 2011년 3월 30일까지 매주 수요일 오후 10시 50분에 방송된 토크쇼 프로그램이다.

## 소개
'선배를 보면 빛이 보인다'는 타이틀 아래, 매 주 한 명의 선배 연예인을 초대해 연예계에서 오래 동안 살아남는 인기 노하우를 전수 받는 '선배 우대 전문 토크쇼'이다. 프로그램의 제목은 ‘선배들의 견해와 지혜를 명받는다’고 하여 선견지명이다. 이특, 은혁, 규현 외에 슈퍼주니어 멤버 중 한 명이 스페셜 MC의 자격으로 프로그램을 진행하였다.

## 역대 출연자
| 회차 | 출연자                                 | 방송날짜         |
| ---- | -------------------------------------- | ---------------- |
| 1회  | 김장훈                                 | 2010년 12월 8일  |
| 2회  | 김종서 김정민                          | 2010년 12월 15일 |
| 3회  | 이승환                                 | 2010년 12월 22일 |
| 4회  | 유영석 박선주                          | 2010년 12월 29일 |
| 5회  | 변진섭                                 | 2011년 1월 5일   |
| 6회  | 씨스타(방학특집 제1탄)                 | 2011년 1월 12일  |
| 7회  | 이주노 팝핀현준 홍록기(방학특집 제2탄) | 2011년 1월 19일  |
| 8회  | 홍석천 정찬                            | 2011년 1월 26일  |
| 9회  | 주영훈                                 | 2011년 2월 2일   |
| 10회 | 김지현 황혜영                          | 2011년 2월 9일   |
| 11회 | 신해철                                 | 2011년 2월 16일  |
| 12회 | 이유진 안연홍 유채영                   | 2011년 2월 23일  |
| 13회 | 김보성 김성수                          | 2011년 3월 2일   |
| 14회 | 노유민 더 원 최필립                    | 2011년 3월 9일   |
| 15회 | 남희석 최양락                          | 2011년 3월 16일  |
| 16회 | 오정해 김현정 신동호                   | 2011년 3월 23일  |
| 17회 | 김태우 KCM                             | 2011년 3월 30일  |

## 에피소드
- 2011년 2월 1일 이특은 녹화 도중 기왓장 격파를 하다가 손가락을 다쳐 전치 6주의 부상을 입었다.[2]